# Гидравлический экскаватор
Экскаватор гидравлический — (англ. dredge hydraulic) выемочно — погрузочная машина, с гидравлическим приводом всех элементов рабочего оборудования.

## Характеристики гидравлических экскаваторов
- вместимость ковша — до 5,0 м³
- глубина черпания ниже уровня установки — до 5 м (прямая лопата)
- длина планируемого участка — до 14 м
- высота черпания — до 22 м
- радиус черпания — до 22 м
- высота выгрузки — до 17 м
- радиус выгрузки — до 20 м
- радиус хвостовой части — до 10 м
- усилие внедрения ковша — до 4000 кН
- усилие выламывания на зубьях — до 1600 кН
- мощность приводного двигателя насосов — до 2700 кВт
- рабочее давление в гидросистеме — до 32 МПа
- число основных насосов — до 8
- подача насосов — до 8000 л/мин
- мощность электродвигателей: поворота — до 800 кВт, хода — до 400 кВт
- скорость движения — до 0,8 км/ч
- клиренс ходовой тележки — до 1,05 м
- давление на грунт — до 0,32 МПа
- продолжительность рабочего цикла — до 37 с
- рабочая масса — до 900 т

## Применение гидравлических экскаваторов
- разработка полезных ископаемых и пород вскрыши
- погрузка горной массы в транспортные средства или самоходный дробильный агрегат на уровне или выше своей установки
- большие земляные работы в промышленном строительстве

## Рабочие инструменты гидравлических экскаваторов
- ковш
- стрела
- рукоять
- гидравлические цилиндры подъема — опускания стрелы
- угловая тяга
- тяга ковша
- поворотная платформа

## Классификация гидравлических экскаваторов
- гидравлическая прямая лопата
- гидравлическая обратная лопата